# Asociación Argentina de Docentes de Español

La Asociación Argentina de Docentes de Español (AADE), es una organización de formación profesional de profesores del idioma español, fundada en el 2003 en la ciudad de Buenos Aires, Argentina. La Asociación está dedicada a la enseñanza de la lengua española, sobre todo a extranjeros de países de habla no hispana y que vienen al país para estudiar el idioma de Cervantes, además de conseguir un título de diplomado o certificación en idioma español. Argentina dentro de los países del mundo de habla hispana, es considerada la segunda potencia de Hispanoamérica detrás de México. Históricamente tras conseguir su independencia de la corona española, ha sido receptor de inmigrantes de diferentes partes, principalmente de Europa, aparte de España de Italia, Francia, Alemania y entre otros, así como la inmigración de Oriente Medio. Tras conseguir la residencia en el país estos inmigrantes, empezaron con el paso del tiempo a tener conocimiento del idioma de Cervantes. Pues los hijos de los inmigrantes europeos y de Oriente Medio, también recibieron formación en las unidades educativas en español aparte de otras lenguas extranjeras de uso comercial como el inglés, aunque manteniendo y conservando el idioma de la procedencia de los países de sus progenitores. La AADE, se ha definido como una asociación sin fines de lucro que forma a profesionales de la enseñanza del español como lengua segunda y extranjera. Los objetivos de la Asociación es también fomentar el uso del idioma reconociendo las diferencias dialectales y difundirlo más allá de las fronteras.